# Ренк, Юхан
Бу Юхан Ренк (швед. Bo Johan Renck, род. 5 декабря 1966 года) — шведский музыкант, клипмейкер и режиссёр. Ренк известен под сценическими именами Stakka B (до 1993 года) и Stakka Bo.

## Биография
Юхан Ренк имеет степень по экономике Стокгольмской школы экономики. С 2013 года женат на Элин Ренк. У них четверо детей.
Его песня «Here We Go» с альбома Supermarket была хитом в 1993 и 1994 годах. Эта песня звучала в одном эпизоде мультсериала «Бивис и Баттхед», и была включена в саундтрек игры UEFA Euro 2004 компании EA SPORT.
Первой видеоработой Юхана стал клип на песню «Here We Go» с его дебютного альбома Supermarket. Ограниченный бюджет на создание видео и уже имевшийся на тот момент опыт работы в качестве фотографа привёли к тому, что в роли режиссёра выступил сам музыкант. Клип имел успех. За ним проследовали новые видео-работы, затем предложения от коллег и друзей. Впоследствии Юхан оставляет музыкальную карьеру и полностью посвящает себя режиссуре. На его счету видеоклипы для таких исполнителей, как Мадонна, Кайли Миноуг, Робби Уильямс, Бейонсе, Bat for Lashes, Suede, All Saints, The Knife, Fever Ray, Robyn. Юхан — автор двух видеоклипов Дэвида Боуи на композиции «Blackstar» и «Lazarus» с альбома Blackstar.
В 2008-м году на кинофестивале «Сандэнс» состоялась премьера первого полнометражного фильма Юхана Ренка «Скачивая Нэнси» (Downloading Nancy). Затем следуют работы для телевидения — эпизоды сериалов «Ходячие мертвецы» и «Во все тяжкие». В 2019-м году состоялась мировая премьера его на сегодняшний день последней режиссёрской работы — мини-сериала «Чернобыль», вскоре после премьеры возглавившего рейтинг телесериалов IMDb. В 2023 году появилась информация о том, что новой работой Ренка станет очередная экранизация научно-фантастического романа «День триффидов» для Amazon Studios.

## Дискография
- 1993 — Supermarket
- 1995 — The Great Blondino
- 2001 — Jr.

## Музыкальные видеоклипы (в качестве режиссёра)
| Год  | Исполнитель    | Название                               |
| ---- | -------------- | -------------------------------------- |
| 1999 | Chris Cornell  | «Can’t Change Me»                      |
| 1999 | Suede          | «She’s In Fashion»                     |
| 1999 | Мадонна        | «Nothing Really Matters»               |
| 2000 | All Saints     | «Black Coffee»                         |
| 2001 | New Order      | «Crystal»                              |
| 2003 | Кайли Миноуг   | «Love at First Sight»                  |
| 2003 | The Knife      | «Pass This On»                         |
| 2003 | Bergman Rock   | «Jim»                                  |
| 2004 | Бейонсе        | «Me, Myself and I»                     |
| 2004 | The Streets    | «Dry Your Eyes»                        |
| 2004 | The Libertines | «What Became of the Likely Lads»       |
| 2004 | The Concretes  | «Seems Fine»                           |
| 2005 | Мадонна        | «Hung Up»                              |
| 2005 | The Cardigans  | «Don’t Blame Your Daughter (Diamonds)» |
| 2005 | Робби Уильямс  | «Tripping»                             |
| 2005 | New Order      | «Krafty»                               |
| 2006 | Revl9n         | «Someone Like You»                     |
| 2007 | Робби Уильямс  | «She’s Madonna»                        |
| 2007 | Robyn          | «Handle Me»                            |
| 2009 | Bat for Lashes | «Daniel»                               |
| 2009 | Fever Ray      | «Seven»                                |
| 2012 | Beach House    | «Wild»                                 |
| 2012 | Лана Дель Рей  | «Blue Velvet»                          |
| 2015 | Дэвид Боуи     | «Blackstar»                            |
| 2016 | Дэвид Боуи     | «Lazarus»                              |

## Фильмография
Режиссёр
- 2009—2011 — «Во все тяжкие» / Breaking Bad (3 серии)
- 2010 — «Ходячие мертвецы» / The Walking Dead (1 серия)
- 2013 — «Викинги» / Vikings (3 серии)
- 2015 — «Родословная» / Bloodline (2 серии)
- 2019 — «Чернобыль» / Chernobyl
- 2024 — «Космонавт» / Spaceman

## Награды и премии
- 2019 — Премия Гильдии режиссёров Америки / Лучший режиссёр мини-сериала или телефильма[9] (за мини-сериал «Чернобыль»)
- 2019 — Премия «Эмми» за лучшую режиссуру мини-сериала, фильма или драматической программы (за мини-сериал «Чернобыль»)